# Kirche Reinkenhagen

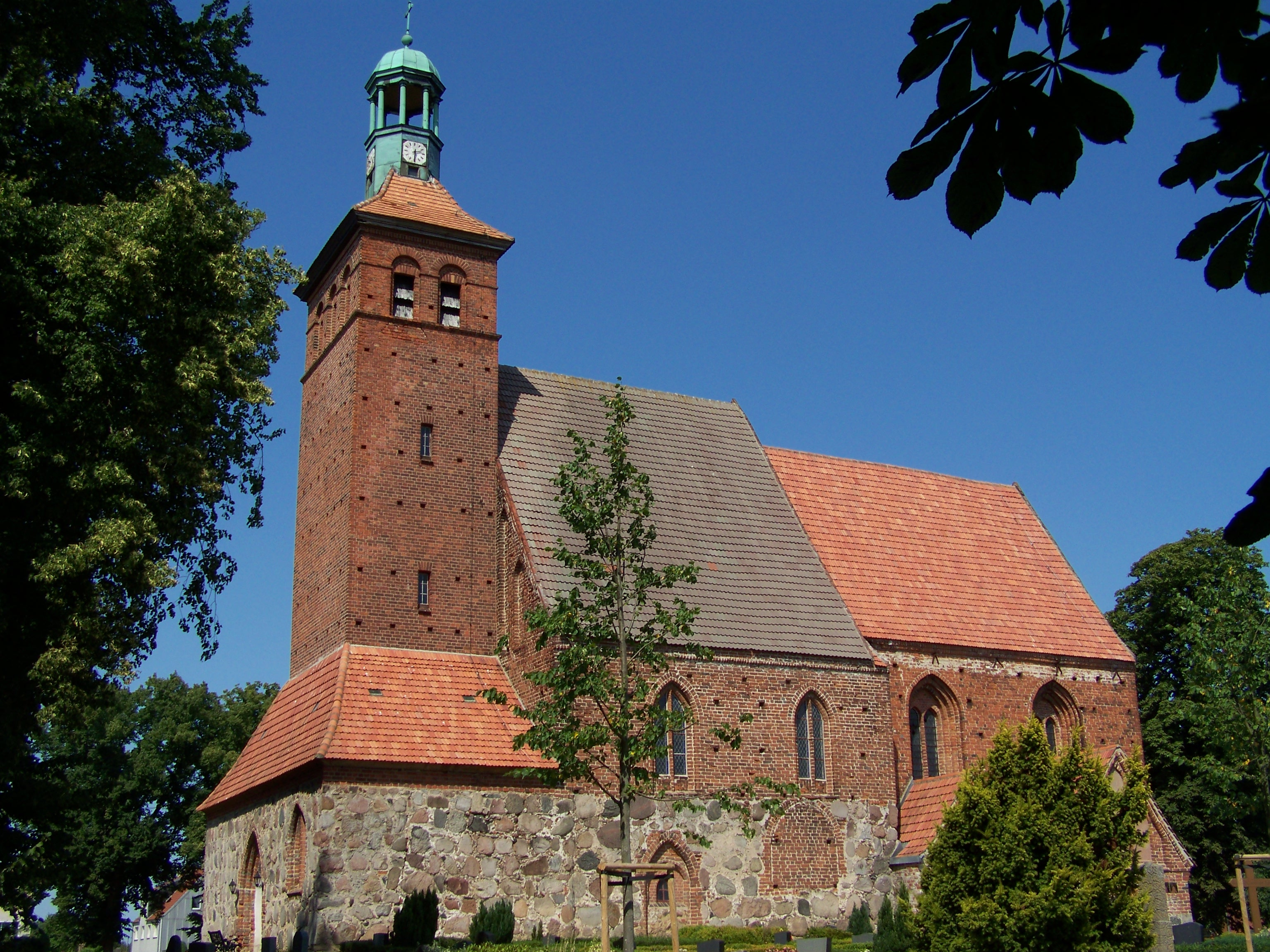
Kirche in Reinkenhagen (2008)

Die Kirche Reinkenhagen entstand im 13. Jahrhundert im Stil der Backsteingotik im Ortsteil Reinkenhagen der vorpommerschen Gemeinde Sundhagen.

## Zugehörigkeit
Ein erstes Kirchspiel bildet sich 1343 in der Einpfarrung der Kapellen in Hildebrandshagen und Wilmshagen bei Reinkenhagen. Als erster Geistlicher gilt Johann Triller.
Die evangelische Kirchgemeinde gehört seit 2012 zur Propstei Stralsund im Pommerschen Evangelischen Kirchenkreis der Evangelisch-Lutherischen Kirche in Norddeutschland. Vorher gehörte sie zum Kirchenkreis Demmin der Pommerschen Evangelischen Kirche.

## Geschichte
Der rechteckige Chor wurde wohl kurz vor 1300 errichtet (1293 (d)). Das Schiff wurde in der zweiten Hälfte des 14. Jahrhunderts als Feldsteinsaal mit Backsteingliederungen begonnen. Im frühen 14. Jahrhundert wurde es in Backstein erhöht, 1413(d)), und das westliche Joch als Turmunterbau abgetrennt.
Im Dreißigjährigen Krieg wurde die Kirche schwer beschädigt und  bis 1693 wieder aufgebaut. 1798 erhielt sie eine Orgel. Während der Besetzung durch die Soldaten Napoleons kommt es zu Plünderungen in der Gemeinde, von denen am 28. Januar 1807 auch die Kirche betroffen ist. In den Jahren 1828 und 1829 erfolgte der Wiederaufbau.
Der Turmaufsatz mit Laterne wurde 1914 fertiggestellt. Im Zuge des Ersten Weltkrieges musste die Kirchengemeinde die 515 kg schwere Glocke von 1757 abgeben. Sie wurde noch im Turm zerschlagen, da sie zu groß war, um sie abzutransportieren. 1920 erhielt die Kirche zwei neue Glocken. Die größere von ihnen wiegt 900 kg, die kleinere 560 kg. Von 1998 bis 1999 erfolgte eine weitere Sanierung. Dabei wurden im Innern Malereien entdeckt und freigelegt.

## Architektur
Der Chor hat eine Länge von zwei Joch und ist am Ostgiebel mit Blenden verziert. in das westliche Joch des ursprünglich dreijochigen, flachgedeckten Kirchenschiffs wurde in spätgotischer Zeit ein quadratischer Kirchturm eingebaut. Die übrigen zwei Joche des Schiffs tragen wie die beiden Joche des Chores ein Kreuzrippengewölbe und fußen auf einem Feldsteinsockel. Die Spitzbogenfenster wurden mit profilierten Leibungen verziert.  An der Südseite ist eine Vorhalle mit einem Portal und einer Doppelarkade auf Rundsäulen angebaut, daneben befindet sich eine Sakristei. Vorhalle und Sakristei besitzen mit glasierten Formsteinen verzierte Giebel.

## Ausstattung
Zur Ausstattung gehört ein hölzerner Altaraufsatz mit Gemälden und Figuren, der 1772 in der Werkstatt von Jakob Freese angefertigt wurde. Die Orgel stammt von Friedrich Albert Mehmel.

## Pastoren
- 1823–1836: Christian Enoch Wiesener, veröffentlichte lyrische Dichtungen, später Superintendent in Wolgast
- 1973–1990: Dietmar Prophet, zuletzt Krankenhausseelsorger in Stralsund